# Hovtång

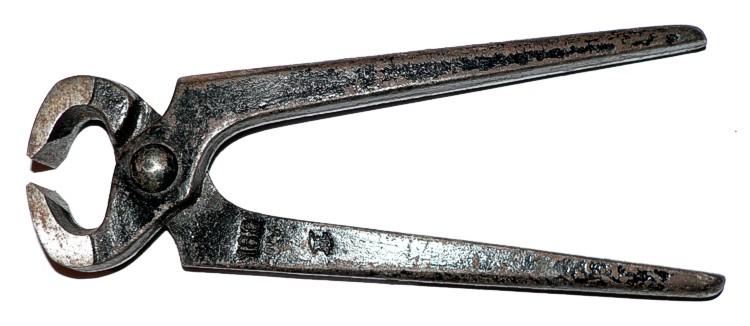
Hovtång

Hovtång är en typ av tång som är avsedd bland annat för hovslagaren att vid byte av hästskor lossa den gamla skon.
Hovtång är en gammal typ av tång, men den används i stor omfattning än idag, speciellt av snickare och oftast för att dra ut vanlig spik.
Det är även möjligt att med en hovtång klippa av föremål, även om det rekommenderas att använda en avbitartång till detta.
Ordet "hovtång" är belagt i svenska språket sedan 1520.